# 小左旋芝麻蜗牛
小左旋芝麻蜗牛（学名：Palaina pusilla），是中腹足目芝麻蜗牛科左旋芝麻蜗属的一种。主要分布于韩国、台湾，常栖息在中高海拔山区的落叶下。